# Beer pong

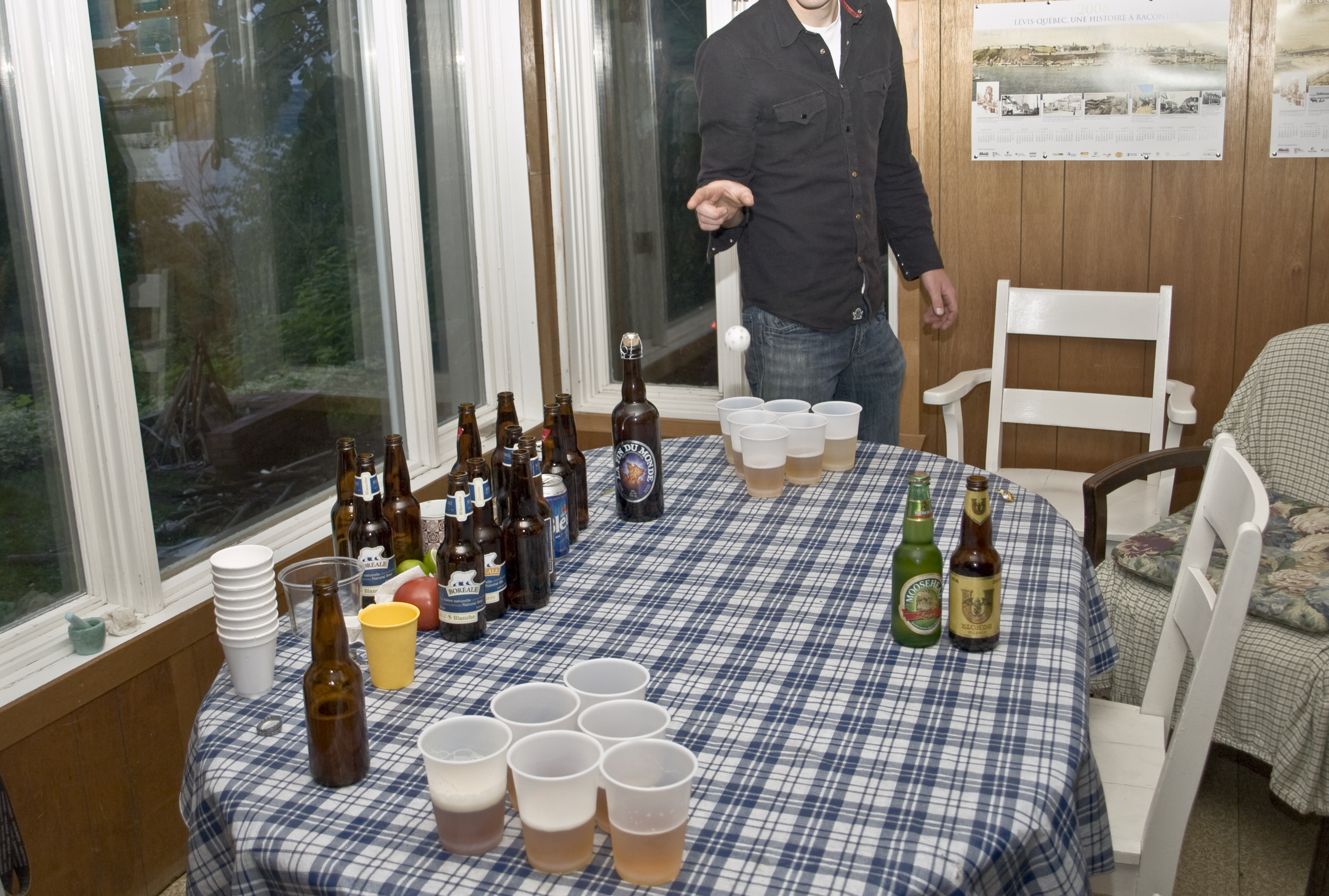
Hra Beer pong

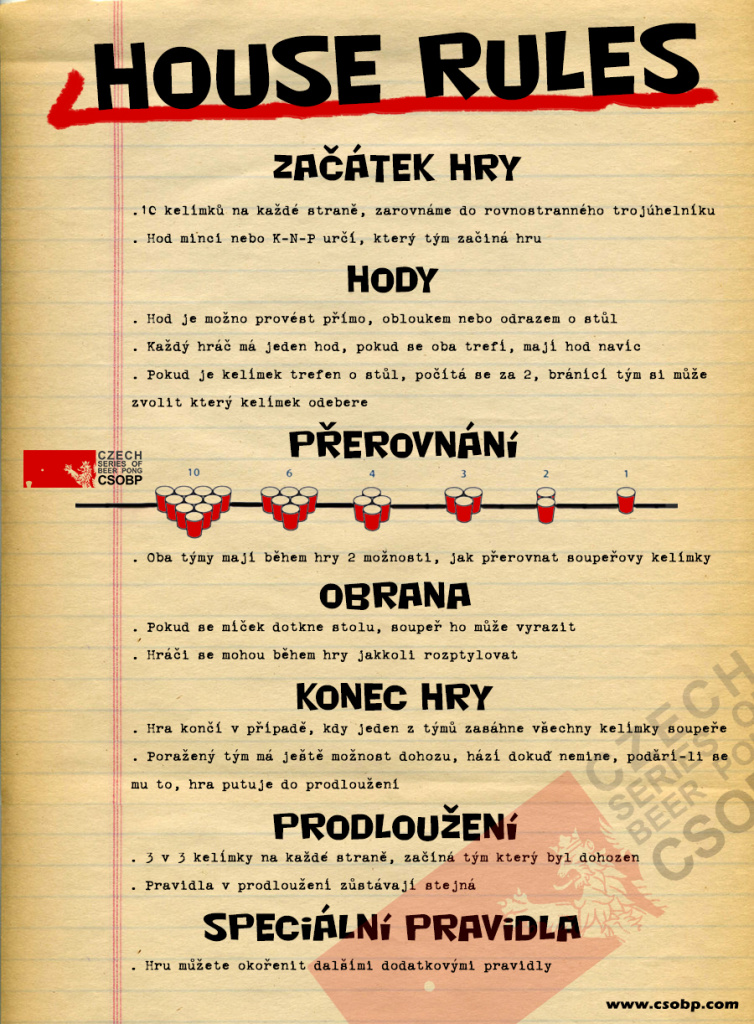
Pravidla používaná doma, na kolejích a na nejrůznějších akcích menšího typu

Beer pong je hra pro čtyři hráče, která je spojená s pitím piva. Úkolem hráčů je hodit pingpongový míček do soupeřových kelímků s pivem. Trefený kelímek musí soupeř vypít. Beer pong se stal natolik populární, že se v něm pořádají ve světě turnaje.
V České republice existuje Beer pongová liga, do které je zapojeno více než 300 aktivních hráčů. Tato liga se však hraje dle neoficiálních pravidel (House Rules).

## Pravidla
Beer pongová pravidla jsou rozdělena na dva druhy. První jsou pravidla turnajová (oficiální), platí na oficiálních akcích jako například WSOBP (The World Series of Beer Pong), největší beer pongové události na světě, kde vítěz každoročně získá 50 000 dolarů. Druhým typem pravidel, jsou pravidla domácí, tzv. House rules, které se používají na nejrůznějších akcích, oslavách atd. 
Oficiální překlad pravidel si lze přečíst na stránkách české beer pongové asociace.
Beer pong hrají dva týmy po dvou hráčích. Každý tým má na začátku deset kelímků, čtyři kelímky jsou naplněny vodou, ve zbytku je 100 mililitrů piva. Každý tým umístí kelímky na stůl délky 2,44 metru a uspořádá je do tvaru rovnostranného trojúhelníku. O tom, který tým zahájí hru, může rozhodovat hod mincí nebo střihnutí (kámen, nůžky, papír). V průběhu hry se hráči v týmu střídají v hodech. Každý hráč z týmu má jeden hod, pokud oba hráči trefí soupeřův kelímek, mají k dispozici hod navíc. Trefený kelímek ne/musí hráč vypít (liší se dle typu pravidel), v pití kelímků se hráči střídají. Formace kelímků musí být pozměněna do rovnostranného trojúhelníku v případě, že se na stole nachází následující počet kelímků: 6, 3 a 1. Vítězí tým, který první trefí všechny soupeřovy kelímky.

## Historie
Hra se vyvinula z původního beer pongu s menšími pádly, kdy na každé straně stáli dva hráči, kteří měli v ruce dvě malá pádla připomínající pálky na ping pong a dvě plná piva. Týmy hrály klasický ping pong a snažily se zasáhnout položená piva. Tuto hru hrálo mezi sebou bratrstvo Dartmouthské koleje v letech 1950 až 1960. Hra byla součástí tradičních sociálních zvyků.  
Nynější podobu dali beer pongu členové Delty Upson, kteří tuto hru nazvali „Throw Pong“. Na univerzitě v Bucknellu hráli tuto hru v létě roku 1980.